# Kelly O'Sullivan
Kelly O'Sullivan (nascida em Little Rock) é uma atriz, roteirista e produtora estadunidense. Ela é mais conhecida por escrever e estrelar o filme Saint Frances, que ganhou o Prêmio do Público e o Prêmio Especial do Júri no Festival de Cinema SXSW de 2019.

## Filmografia

### Cinema
| Ano  | Título                        | Papel         | Nota(s)                                                      |
| ---- | ----------------------------- | ------------- | ------------------------------------------------------------ |
| 2011 | In Memoriam                   | Kelly         |                                                              |
| 2015 | Henry Gamble's Birthday Party | Candice Noble |                                                              |
| 2015 | Sleep With Me                 | Rachel        |                                                              |
| 2016 | Jessica                       | Pam           |                                                              |
| 2017 | Ladies' Night                 | Kelly         | Curta-metragem, roteirista, produtora executiva, co-diretora |
| 2018 | Olympia                       | Becca         |                                                              |
| 2018 | Not Welcome                   | Penelope      |                                                              |
| 2019 | Saint Frances                 | Bridget       | Roteirista, produtora executiva                              |

### Televisão
| Ano       | Título            | Papel                      | Nota(s)          |
| --------- | ----------------- | -------------------------- | ---------------- |
| 2012      | Battleground      | Sarah                      | 4 episódios      |
| 2012      | The Mob Doctor    | Annabelle Hanson           | 1 episódio       |
| 2014-2015 | Sirens            | Valentina 'Voodoo' Dunacci | Papel recorrente |
| 2015      | The History of Us | Katie                      | Telefilme        |